# (3043) San Diego
(3043) San Diego (1982 SA; 1974 SQ2) ist ein ungefähr fünf Kilometer großer Asteroid des inneren Hauptgürtels, der am 20. September 1982 von der US-amerikanischen Astronomin Eleanor Helin am Palomar-Observatorium nordöstlich von San Diego in Kalifornien (IAU-Code 675) entdeckt wurde.

## Benennung
(3043) San Diego wurde nach der Stadt San Diego in Kalifornien benannt.